# Сидоренко Юрій Михайлович
Ю́рій Миха́йлович Сидоренко — старший офіцер Збройних Сил України, капітан 1 рангу.

## Життєпис
Станом на квітень 2017 року — проходив військову службу на посаді заступника командира 79-ї окремої десантно-штурмової бригади з повітряно-десантної підготовки, полковник. 
З вересня 2017 року — командир 73-го морського центру спеціальних операцій, капітан 1 рангу.

## Нагороди
- Орден Богдана Хмельницького II ст. (7 квітня 2022) — за особисту мужність і самовіддані дії, виявлені у захисті державного суверенітету та територіальної цілісності України, вірність військовій присязі[1]
- Орден Богдана Хмельницького III ст. (27 листопада 2014) — за особисту мужність і героїзм, виявлені у захисті державного суверенітету та територіальної цілісності України[2]